# Stefan Naas

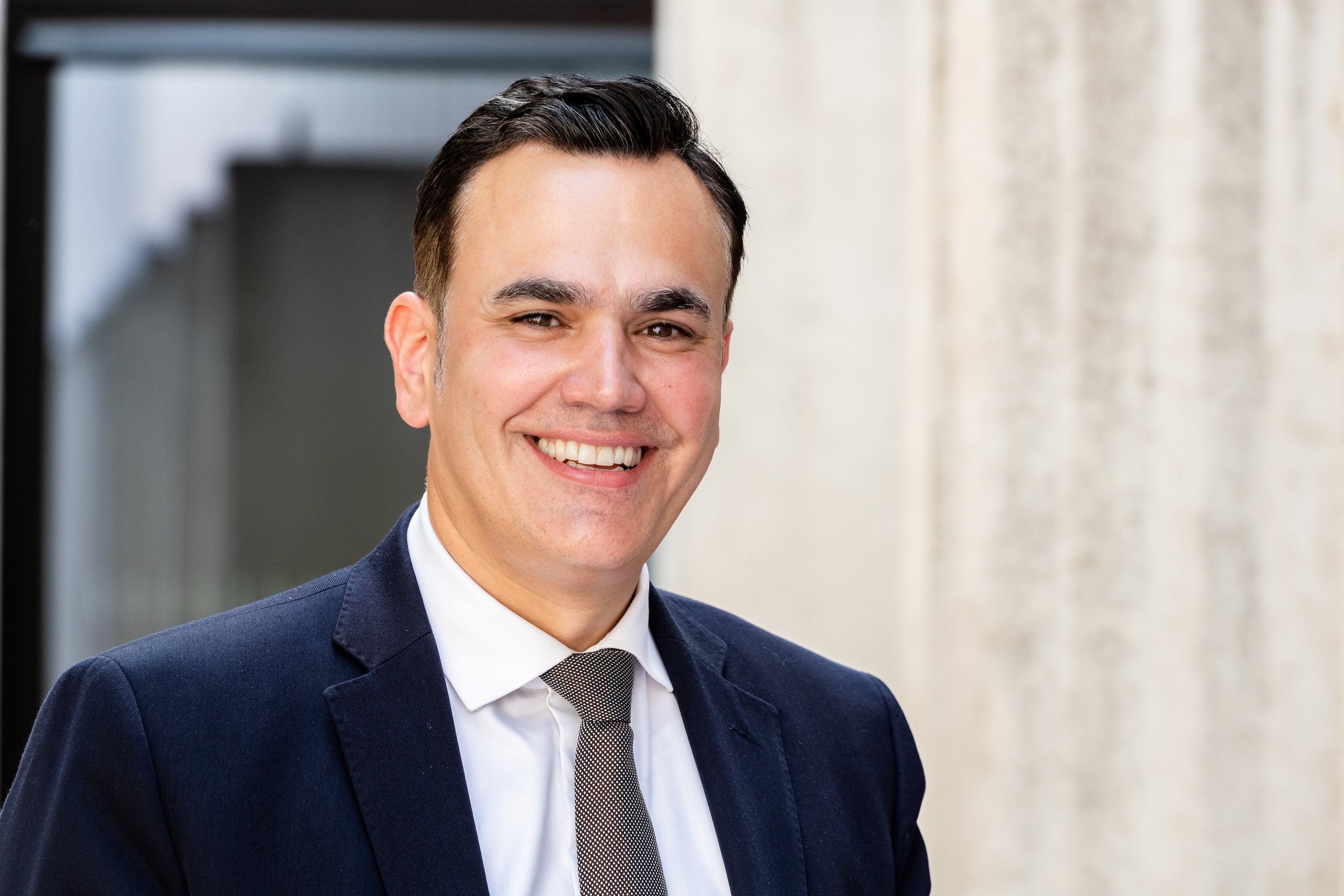
Stefan Naas, 2021

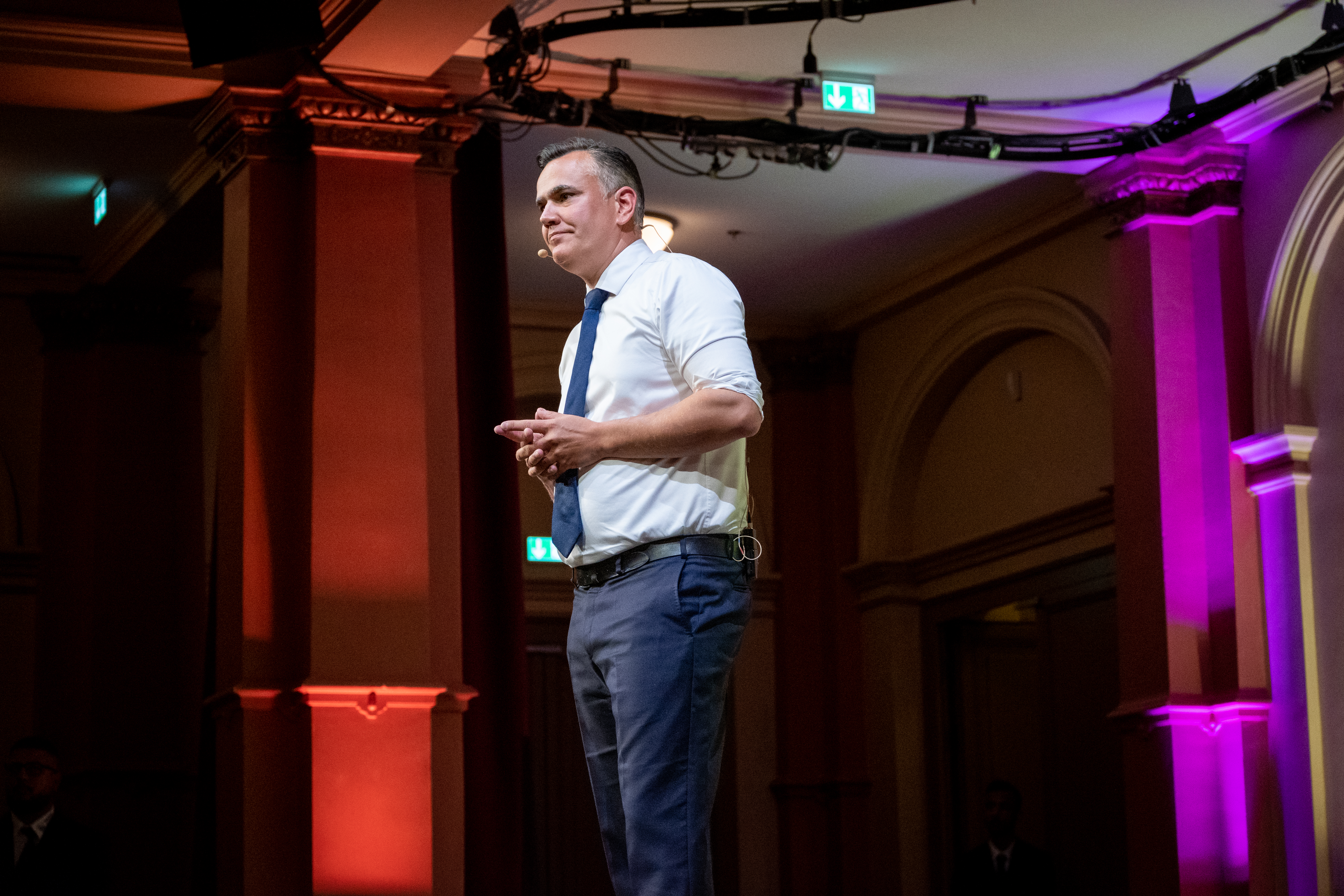
Wahlkampfabschluss in Frankfurt am Main am 5. Oktober 2023

Stefan Naas (* 23. November 1973 in Frankfurt am Main) ist ein deutscher Politiker (FDP). Von 2009 bis 2018 war er Bürgermeister der Stadt Steinbach (Taunus). Seit Januar 2019 ist er Mitglied des Hessischen Landtags.

## Ausbildung und Beruf
Stefan Naas wuchs in Steinbach auf. Nach der örtlichen Geschwister-Scholl-Grundschule und dem Abitur an der Altkönigschule in Kronberg im Taunus im Jahr 1993 schloss er zunächst eine Banklehre ab. Von 1995 bis 2000 studierte er Rechtswissenschaft an der Johann Wolfgang Goethe-Universität Frankfurt am Main. Sein zweites Staatsexsamen schloss er zeitgleich mit seiner Promotion 2004 ab. Thema der von Michael Stolleis betreuten Dissertation war das Preußische Polizeiverwaltungsgesetz. Bis zu seiner Wahl zum Bürgermeister in Steinbach 2009 arbeitete Naas zunächst als Regierungsrat im Finanzamt Frankfurt am Main, von 2006 bis 2008 am Hessischen Finanzministerium in Wiesbaden. 2008 bis 2009 war er im Büro des hessischen Wirtschaftsministers Dieter Posch als Parlaments- und Kabinettsreferent tätig.

## Politische Ämter
Naas gehörte seit 1993 der Stadtverordnetenversammlung seiner Heimatgemeinde an. 2001 folgte der Einzug in den Kreistag des Hochtaunuskreises. Bei der Steinbacher Bürgermeisterwahl 2009 setzte sich Naas in der Stichwahl gegen seinen Mitbewerber Michael Dill (CDU) mit 62,7 % durch. Bei seiner Wiederwahl 2015 erreichte er 87,1 % der Stimmen.
Im Regionalverband FrankfurtRhein-Main ist er seit 2007 Mitglied der Verbandskammer, war von 2008 bis 2011 Vorsitzender der FDP-Gruppe, von 2011 bis 2018 Vorsitzender der Unabhängigen Gruppe und ist seit 2019 im Regionalvorstand. Von 2012 bis 2023 war Naas Fraktionsvorsitzender der Kreistagsfraktion Hochtaunuskreis. Zusätzlich saß er 2014 bis 2025 dem FDP-Bezirksverband Rhein-Main vor. Seit dem 1. November 2016 ist er der Fraktionsvorsitzende der FDP-Fraktion im Landeswohlfahrtsverband Hessen (LWV). Die FDP-Fraktion ist Mitglied der Regierungskoalition des LWV.
In der Landtagswahl in Hessen 2018 gewann Naas auf Platz 4 der Landesliste der FDP Hessen ein Mandat als Abgeordneter im Hessischen Landtag. In seiner Fraktion war er während der 20. Wahlperiode Sprecher für Wirtschaft-, Industrie-, Arbeitsmarktpolitik und Wohnungsbau, sowie Sprecher für Kunst und Kultur und Sprecher für Infrastruktur. Er war Vorsitzender des Ausschusses für Wirtschaft, Energie, Verkehr und Wohnen.
Am 20. Juli 2022 wurde er vom Landesvorstand der FDP Hessen zum Spitzenkandidaten bei der kommenden Landtagswahl nominiert. Am 3. Dezember 2022 wurde er vom Landesparteitag der hessischen FDP auf Listenplatz 1 zur Landtagswahl am 8. Oktober gewählt.
Bei der Landtagswahl 2023 zog Naas erneut über die Liste in den Landtag ein.
Seit dem 18. Januar 2024 ist er Fraktionsvorsitzender der FDP-Fraktion im Hessischen Landtag, gemeinsam mit Wiebke Knell. Er ist Sprecher für Wirtschaft, Verkehr und Wohnungsbau in der FDP-Fraktion im Hessischen Landtag.

## Privates
Naas gehört dem Steinbacher Geschichts- und Heimatkundeverein sowie dem Steinbacher Briefmarkensammlerverein an. Zudem sammelt er über die Plattform museum-digital historische Dokumente über die Stadt Steinbach und das Rhein-Main-Gebiet. Darunter finden sich Schriftstücke, Dokumente, Urkunden, Bücher, Karten, Zeichnungen und Bilder. Die private Sammlung umfasst etwa 2500 verschiedene Exponate. Große Teile der Sammlung folgen den Lebensstationen von Stefan Naas: Kindheit, Kommunalpolitik und Bürgermeisteramt in Steinbach am Taunus; Schule und Abitur in Kronberg im Taunus; Lehre und Studium in Frankfurt am Main; Regionalpolitik in Rhein-Main und Landespolitik in Hessen.
Teil der Sammlung sind daneben auch Druckschriften des Kronberger Pomologen Johann Ludwig Christ (1739–1813), Urkunden und Schriftstücke der ehemaligen Reichsdörfer Sulzbach und Soden; einige geschlossen überlieferte Dokumente zu Einzelaspekten der Frankfurter Geschichte, etwa durch eine Urkundensammlung von Bernhard Rorbachs (um 1480), zum Lersner’schen Grundbesitz in Nieder-Erlenbach (Mitte 18. Jhd.) oder durch einen größeren Bestand an historischen Originalfotos von Frankfurt. Eine umfangreiche Ansichtskarten- und Fotosammlung von Steinbach und Umgebung ist ebenfalls Teil der Sammlung, diese geht größtenteils auf den Steinbacher Lokalhistoriker und Sozialdemokraten Manfred Hundt (1934–2010) zurück und reicht bis in die Gegenwart.